# Greillenstein und Burgschleinitz

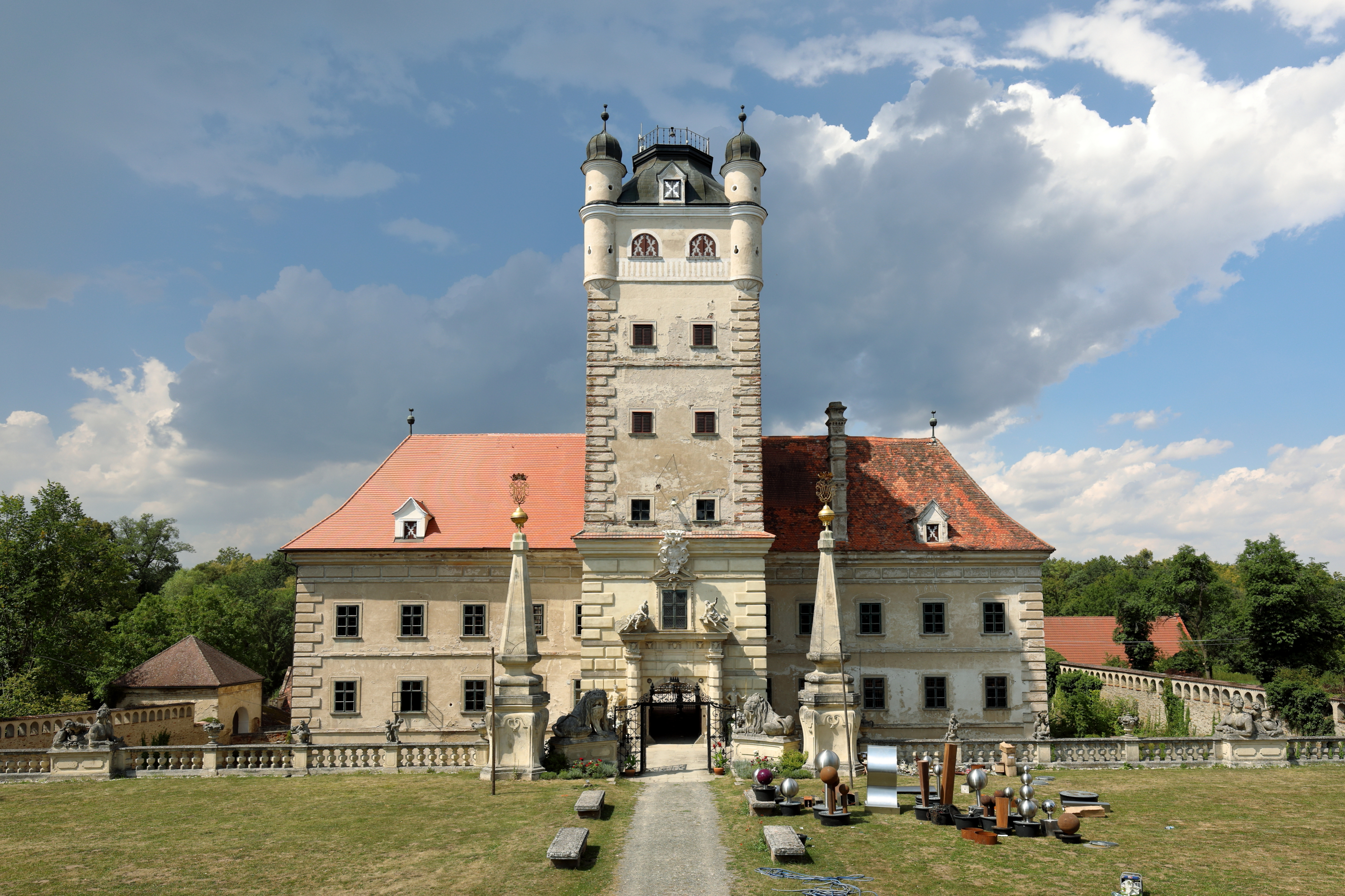
Schloss Greillenstein, Sitz der Verwaltung (2018)

Die Herrschaft Greillenstein und Burgschleinitz war eine Grundherrschaft im Viertel ober dem Manhartsberg im Erzherzogtum Österreich unter der Enns, dem heutigen Niederösterreich.

## Ausdehnung
Die Herrschaft, die aus der Herrschaft Greillenstein und der kleinen Herrschaft Burgschleinitz bestand, umfasste zuletzt die Ortsobrigkeit über Atzelsdorf, Feinfeld, Felsenberg, Frankenreith, Gobelsdorf, Krug, Loibenreith, Mestreichs, Röhrenbach, Tautendorf, Waiden und Burgschleinitz. Der Sitz der Verwaltung befand sich im Schloss Greillenstein. 

## Geschichte
Seit 1534 befindet sich die Herrschaft im Besitz der damaligen Freiherren und später Grafen von Kuefstein, das heutige Schloss Greillenstein wurde 1604 fertiggestellt. Bereits damals war die Herrschaft Greillenstein mit den Herrschaften Feinfeld und Schauenstein verbunden. Der letzte Inhaber der im Familienfideikommiss gehaltenen Herrschaft war Franz Seraphicus Graf von Kuefstein. Nach den Reformen 1848/1849 wurde die Herrschaft aufgelöst.